# Proef van Tomayer
De proef van Tomayer is een oriënterende spierlengtetest voor de hamstrings.
De patiënt moet de grond voor de voeten aantikken met de vingertoppen, waardoor de hamstrings oprekken. Het heiligbeen zou in een normale situatie een horizontale stand moeten innemen.
Een patiënt die verkorte hamstrings heeft, kan met de romp naar voor compenseren of zijn knieën buigen.